# Литвинов, Павел Борисович
Па́вел Бори́сович Литви́нов (17 марта 1959, Ленинград — 15 декабря 2005, Санкт-Петербург) — советский и российский перкуссионист, наиболее известен как участник группы «АукцЫон».

## Биография
Летом 1976 года, по окончании школы, поступил на Геологический факультет Ленинградского Государственного Университета, но в 1980 году, вместе со своим однокурсником Андреем Матвеевым, бросил учёбу и посвятил себя музыке, став ударником и перкуссионистом в основанной ими группе «Бург-Оркестр», которая просуществовала до 1985 года. После распада «Бург-Оркестра» Литвинов недолгое время выступал в составе группы «Джунгли», а летом 1985 года перешёл в «АукцЫон», в котором и играл до конца жизни.
Также, параллельно с «АукцЫоном», принимал участие в ряде других проектов, особенно после появления в 1991 году клуба «TaMtAm», где Литвинов неоднократно выступал совместно с разнообразными исполнителями и группами, главной из которых была «Аддис-Абеба». Также сотрудничал с «Оле Лукойе», «Markscheider Kunst», записывался с Ольгой Першиной и рядом других исполнителей.
С переносом в Петербург фестиваля S.K.I.F. стал одним из его организаторов.
В 2002 году играл со «Сказами Леса», впоследствии играл в группе «Народное Ополчение».
Скончался 15 декабря 2005 года от инсульта (перед смертью две недели провёл в больнице и был выписан, но вскоре после выписки произошёл повторный приступ и врачам «Скорой помощи» спасти музыканта не удалось). 19 декабря в Санкт-Петербурге прошли похороны Павла Литвинова.